# Municipio de Hartland (condado de Beadle)
El municipio de Hartland (en inglés: Hartland Township) es un municipio ubicado en el condado de Beadle en el estado estadounidense de Dakota del Sur. En el año 2010 tenía una población de 117 habitantes y una densidad poblacional de 1,25 personas por km².

## Geografía
El municipio de Hartland se encuentra ubicado en las coordenadas 44°24′51″N 98°23′50″O / 44.41417, -98.39722. Según la Oficina del Censo de los Estados Unidos, el municipio tiene una superficie total de 93.92 km², de la cual 93,92 km² corresponden a tierra firme y (0 %) 0 km² es agua.

## Demografía
Según el censo de 2010, había 117 personas residiendo en el municipio de Hartland. La densidad de población era de 1,25 hab./km². De los 117 habitantes, el municipio de Hartland estaba compuesto por el 95,73 % blancos, el 4,27 % eran asiáticos. Del total de la población el 0 % eran hispanos o latinos de cualquier raza.